# Kvívík (gmina)
Kvívík (far. Kvívíkar kommuna) - jedna z gmin archipelagu Wysp Owczych, będącego terytorium zależnym Korony Duńskiej. Graniczy z: Sunda, Tórshavnar oraz Vestmanna kommuna. Siedzibą władz gminy jest Kvívík.
Gmina leży na zachodnim wybrzeżu wyspy Streymoy. Jej powierzchnia wynosi 49.0 km².
Według danych z 1 stycznia 2014 roku zamieszkuje ją 576 osób.

## Historia
W roku 1872 powstała Norðstreymoyar Prestagjalds kommuna, w której skład wchodziły tereny obecnej gminy Kvívík. Czterdzieści jeden lat później została ona podzielona cztery gminy, wśród których znalazła się także Kvívíkar kommuna. Od tamtego czasu istnieje w niezmienionych granicach.

## Populacja
Populacja gminy wynosi obecnie 576 osób. Współczynnik feminizacji wynosi ponad 90 (na 303 mężczyzn przypadają 273 kobiety). Jest to społeczeństwo stosunkowo młode, ponad 28% ludności gminy stanowią osoby młodsze niż 19 lat, zaś ludzie po sześćdziesiątym roku życia, to około 24% mieszkańców Kvívíkar kommuna.
Pierwsze ogólnodostępne dane dotyczące liczby ludności gminy Kvívík pochodzą z roku 1960. Mieszkało tam wówczas 430 osób, a liczba ta zmniejszała się, by w roku 1970 osiągnąć poziom 390 osób. W kolejnych latach obserwowano przyrost populacji (465 osób w 1977, 502  w 1983, 513 w 1895) do roku 1990, kiedy mieszkało tam 594 osoby. Wówczas w wyniku kryzysu gospodarczego na Wyspach Owczych wielu ludzi emigrowało z archipelagu. Liczba ludności spadła do 554 osób w roku 2000. Następnie obserwowano krótki przyrost liczby mieszkańców (606 osób w roku 2005), która ostatecznie jednak zaczęła się zmniejszać.

## Polityka
Burmistrzem gminy jest Dánjal Petur Müller, wybrany z list Partii Ludowej. W składzie rady gminy zasiada siedem osób. Ostatnie wybory samorządowe na Wyspach Owczych odbyły się w 2012 roku. Ich wyniki w Kvívíkar kommuna przedstawiały się następująco:
| Lista | Nazwa partii                   | Głosy | Procent | Mandaty | Mandaty |
| ----- | ------------------------------ | ----- | ------- | ------- | ------- |
| A     | Partia Ludowa (Fólkaflokkurin) | 345   | 100     | 7       | +2      |
|       | Suma                           | 350   | 100     | 7       | 0       |

| Lista A        | Lista A                 | Lista A        |
| Fólkaflokkurin | Fólkaflokkurin          | Fólkaflokkurin |
| Nr             | Kandydat                | Głosy          |
| -------------- | ----------------------- | -------------- |
| 1.             | Óli Hans Fróði Olsen    | 12             |
| 2.             | Petra Iversen           | 22             |
| 3.             | Niels A. Joensen        | 40             |
| 4.             | Martin Petersen         | 22             |
| 5.             | Ludvík Christiansen     | 22             |
| 6.             | Joan Johansen           | 36             |
| 7.             | Heri Múller             | 39             |
| 8.             | Han Martin Ø Andreassen | 26             |
| 9.             | Fríða Poulina Egholm    | 14             |
| 10.            | Dánjal Petur Müller     | 64             |
| 11.            | Anni Isaksen            | 48             |

Frekwencja wyniosła 77,70% (z 444 uprawnionych zagłosowało 350). Oddano trzy głosy nieważne, a także dwa głosy puste.

## Miejscowości wchodzące w skład gminy Kvívík
| Miejscowość | Liczba mieszkańców (01.01.2014) | Krótki opis | Zdjęcie                                                 |
| ----------- | ------------------------------- | --- | ------------------------------------------------------- |
| Kvívík      | 356                             | Osadę na pół dzieli rzeka Stóra (z farerskiego Duża). Odkryto w niej pozostałości domostw wikińskich. Podejrzewa się, iż było ich znacznie więcej, jednak zostały one pochłonięte przez morze wskutek obniżania się lądu. Kościół w miejscowości pochodzi z roku 1903. | Kvívík przedzielone przez rzekę Stóra.                  |
| Leynar      | 105                             | Rozciąga się na wzgórzach ponad jedną z niewielu plaż na Wyspach Owczych, zwaną Leyna-sandur. Znajduje się tam jeden koniec tunelu łączącego Streymoy z Vágar. | Leynar z widoczną plażą.                                |
| Skælingur   | 16                              | Znajduje się tam ok. 5-6 domostw. Miejscowość położona jest pod górą Skælingsfjall przez wiele lat uznawaną za najwyższą na archipelagu. | Znaczek ukazujący most na Breiðá w drodze do Skælingur. |
| Stykkið     | 49                              | Miejscowość założona w 1845 roku. |                                                         |
| Válur       | 50                              | Leży w Kvívíkar kommuna mimo że od miejscowości Vestmanna oddziela go jedynie rzeka. |                                                         |